# Aventuri în Casa Morții
Aventuri în Casa Morții (HBO's Tales from the Crypt) este un serial TV american, de antologie, științifico-fantastic de groază. A fost transmis în premieră din 1989 până în 1996 (93 de episoade în 7 sezoane).

## Listă parțială de actori
- Anthony Michael Hall
- Arnold Schwarzenegger
- Bill Paxton
- Benicio Del Toro
- Bobcat Goldthwait
- Brad Pitt
- Brad Dourif
- Brad Garrett
- Brooke Shields
- Catherine O’Hara
- Cheech Marin
- Christopher Reeve
- Corey Feldman
- Cynthia Gibb
- Dan Aykroyd
- Daniel Craig
- Demi Moore
- Don Rickles
- Ewan McGregor
- Hank Azaria
- Iggy Pop
- Isaac Hayes
- Jada Pinkett
- Joe Pantoliano
- Joe Pesci
- John Lithgow
- John Stamos
- Jonathan Banks
- Judd Nelson
- Katey Sagal
- Kirk Douglas
- Lance Henriksen
- Lea Thompson
- Lou Diamond Phillips
- Malcolm McDowell
- Martin Sheen
- Meat Loaf
- Michael J. Fox
- Natasha Richardson
- Patricia Arquette
- R. Lee Ermey
- Robert Patrick
- Slash
- Steve Buscemi
- Ted Danson
- Teri Hatcher
- Tim Curry
- Tom Hanks
- Whoopi Goldberg
- Vincent Spano